# Wolfgang Loos

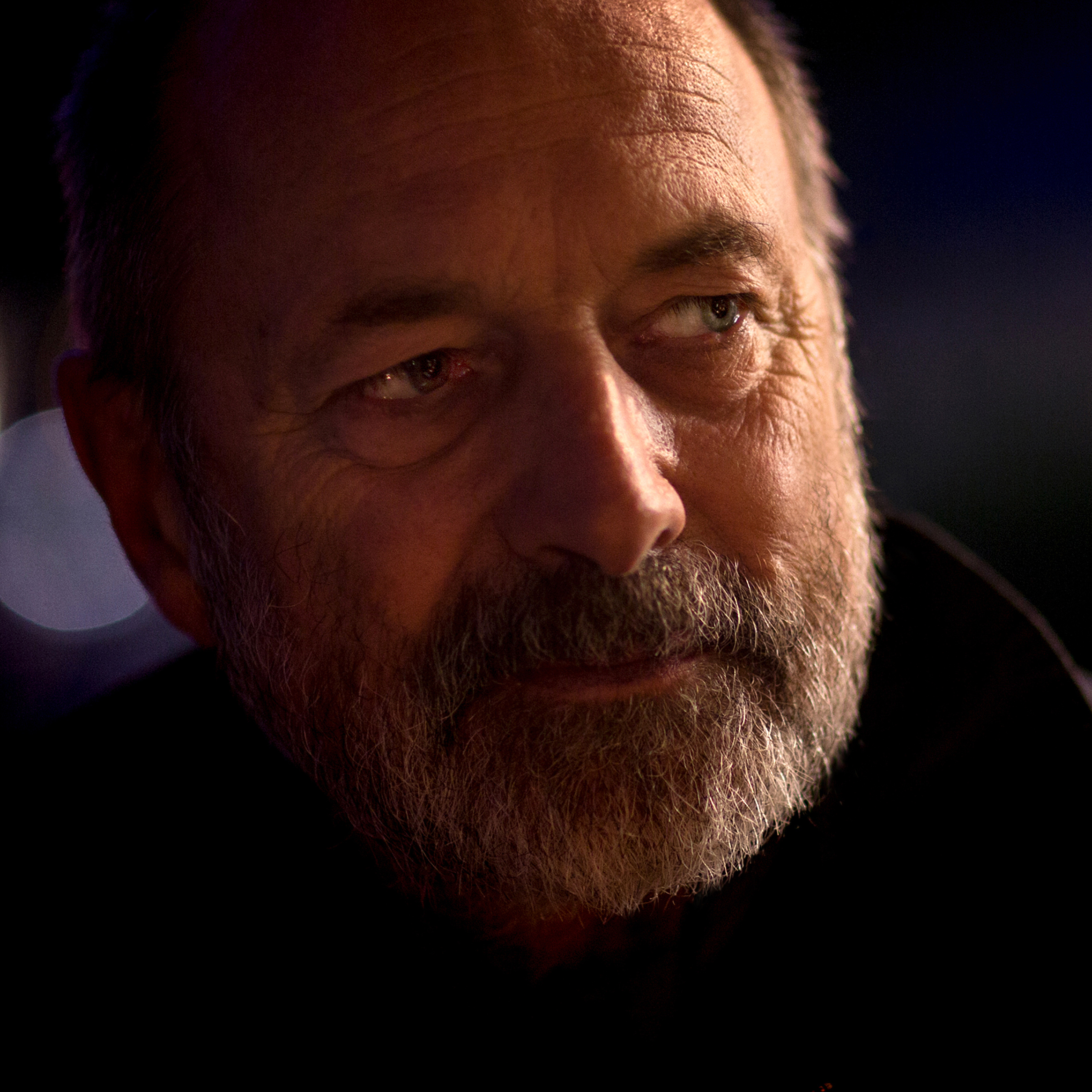
Wolfgang Loos, 2017

Wolfgang Loos (* 3. August 1952 in Hamburg) ist ein deutscher Komponist, Musikproduzent und Hochschullehrer.

## Leben und Wirken
Wolfgang Loos studierte von 1973 bis 1976 Musikwissenschaft, Philosophie und Kunstgeschichte an der Universität Tübingen und von 1976 bis 1980 Tonmeister an der Hochschule der Künste Berlin mit Diplom-Abschluss. Seit 1987 lehrt er im Studiengang Tonmeister an der Universität der Künste Berlin, zunächst als Lehrbeauftragter für Musikübertragung Popularmusik. Nach seiner Ernennung zum Honorarprofessor wurde er 2010 ordentlicher Professor für Musikübertragung mit den Schwerpunkten Popularmusik und Ton zum Bild. Zudem wirkte er von 2008 bis 2020 als Studiengangsleiter.
Seit 1978 wirkt Loos als Komponist, Musiker, Tonmeister und Produzent. Zunächst war er von 1978 bis 1988 als Tonmeister im Berliner Studio 54 tätig, bevor er in eigenen Studios arbeitete. Im Jahr 1989 gründete er die Traumton Musikproduktion, später mit Stefanie Marcus den Traumton-Musikverlag und das Label Traumton Records. Er ist Produzent und Tonmeister für Künstler unterschiedlichster Stilrichtungen. Dazu zählen unter anderem im Bereich Pop Alphaville, im Jazz David Friedman und im Bereich Weltmusik Mikis Theodorakis. Bei vielen Produktionen übernimmt Loos auch Arrangement und Orchestrierung und/oder wirkt als Musiker (Tasteninstrumente, Cello und Gesang) mit.
Loos komponiert für Kinder-, Dokumentar-, Spiel- und Industriefilme sowie für CD-Aufnahmen (u. a. unter dem Künstlernamen „Kookoon“). Als Konzertliteratur veröffentlichte er zum Beispiel  das Streichquintett „Der Cellist auf dem Berge“.

## Diskografie (Auswahl)
Als Produzent und Tonmeister
- Satu: Wave (Pool; 1980)
- Foyer des Arts – Von Bullerbü nach Babylon (WEA; 1982)
- Z: Die blaue Zone (Metronome; 1982)
- Frieder Butzmann: Das Mädchen auf der Schaukel (Zensor; 1983)
- Scala 3: Scala (Teldec 1983)
- George Krantz: Din Da Da (Pool; 1984)
- Alphaville: Forever Young (WEA; 1984)
- Lake: Voices (Polydor; 1985)
- Alphaville: Afternoons in Utopia (WEA; 1986)
- Herrey’s: Different I’s (Laser Music; 1986)
- Veronika Fischer: Spiegelbilder (WEA; 1987)
- Xiame: Xiame (Intuition; 1990)
- Mario Hené: Die Stimme in mir (BSC; 1991)
- Mikis Theodorakis: Theodorakis Sings Theodorakis (Intuition; 1991)
- Paulo Moura: Rio Nocturnes (Messidor; 1992)
- Leon Delray: I'm Still Waitin (Intuition; 1993)
- David Friedman: Air Sculpture (Traumton; 1994)
- Wolfgang Loos: Der Cellist auf dem Berge (Traumton; 1994)
- Theo Bleckmann & Kirk Nurock: Looking Glass River (Traumton; 1995)
- Mikis Theodorakis: The Birthday Concert (Tropical Music; 1996)
- Kookoon: High Wire (Traumton; 1996)
- Die Geschwister Pfister: Turn off the Bubble Machine (Traumton; 1996)
- Jabuti: Outro Ar (Traumton;1996)
- Theodorakis & Livaneli: Together (Tropical Music; 1996)
- Michael Schiefel: Invisible Loop (Traumton; 1997)
- Jorge Degas feat. Wolfgang Loos: Cantar a Vida (Traumton; 1997)
- David Friedman & Jasper van’t Hof: Birds of a Feather (Traumton; 1998)
- Kookoon: Inner Earth. Mit Frank Scherbaum (Traumton;1999)
- Vinx: Big ’n‘ Round (Traumton;1999)
- Groove Galaxi: Groove Galaxi (Traumton; 2001)
- Yakou Tribe: Road Works (Traumton; 2001)
- Revista do Samba: Revista do Samba (Traumton; 2002)
- Kookoon: Magnetic Moon (Traumton; 2003)
- Ina Müller: Das grosse DU (Traumton;2004)
- Sanagi: Sailing The Seven Seas (Traumton; 2007)
- David Friedman: Weaving Through Motion (Traumton; 2014)
- Paul Hankinson: Echoes of a Winter Journey (Traumton; 2017)
- Kookoon: Nightfall (Traumton; 2017)
- Paul Hankinson: Dear Emily (Traumton; 2019)
- Florian Favre: Idantita (Traumton; 2022)

## Kompositionen (Auswahl)

### Musik für Kinder
- Bibi Blocksberg – Lied, Kiddinx 1988 (mit Heiko Rüsse)
- Die Sendung mit der Maus – Spider (13 Folgen), WDR 1994 (Gesang)
- Sandmännchen – Traumlieder (30 Folgen), ORB 1995 (Gesang)
- Sandmännchen – 200 Rahmenfilme, ORB/rbb 1995–2020
- Die Sendung mit der Maus – Bennys Hut, WDR 1995
- Die Sendung mit der Maus – Manhattan, WDR 1996
- „Sandmann, lieber Sandmann“, ORB 1998 (Neu-Arrangement)
- Die Sendung mit der Maus – Der Mond muss weg, WDR 2004
- Die Sendung mit der Maus – 7 Maus Spots, WDR 2000–2002
- Sandmännchen Geschichtenlieder (7 Folgen), rbb 2008 (Komposition & Gesang)
- Sandmännchen – Pondorondo (52 Folgen), rbb 2003–2010

### Dokumentarfilme
- 2001: La Strada del Marmo – Die Marmorstraße, Prounen Film (mit Michael Rodach)
- 2003: Die Verschwörung – Aufstieg und Fall des Salvador Allende, Prounen Film
- 2007: Geschichte des Todes (4 Folgen), Prounen Film
- 2010: Apokalypse in Le Mans, Prounen Film

### Hörspiele
- 2001: Brüder Grimm: Ein Glücksstück (Vorlage: Hans im Glück) – Regie: Stefanie Lazai (Hörspielbearbeitung, Kinderhörspiel – Deutschlandradio)
- 2002: Christa Maerker: Seifenblasen oder Wie Kurt Tucholsky ein Drehbuch schrieb – Regie: Stefanie Lazai (Original-Hörspiel – Deutschlandradio)
- 2004: Bettina Wegenast: Wolf sein – Regie: Stefanie Lazai (Hörspielbearbeitung, Kinderhörspiel – SWR)
- 2004: Liese Haug, Gabriele Neumann: Ärger mit Och – Regie: Stefanie Lazai (Originalhörspiel, Kinderhörspiel – Deutschlandradio)
- 2005: Adolf Schröder: Von Leo keine Spur – Regie: Stefanie Lazai (Originalhörspiel, Kinderhörspiel – Deutschlandradio)
- 2007: Hans Zimmer: Johann verschwindet – Regie: Klaus-Michael Klingsporn (Originalhörspiel, Kinderhörspiel – Deutschlandradio)

Quelle: ARD-Hörspieldatenbank

### Konzertliteratur
- Der Cellist auf dem Berge. Streichquintett, Traumton 1994
- Trauermusik. Für Klarinette und Streicher, Traumton 1999

## Preise und Auszeichnungen
- 1984–2014: Auszeichnung TripleGold durch Warner Music für das Album Forever Young von Alphaville[3]
- 2008: Goldener Bobby des Verbandes Deutscher Tonmeister in der Kategorie „Jazz“ für Somewhere Inside[4]